# Косолапов, Николай Алексеевич
Никола́й Алексеевич Косола́пов (род. 23 апреля 1943, Москва) — российский политолог, педагог, кандидат исторических наук.

## Образование
Окончил факультет внешнеэкономических отношений Московского государственного института международных отношений (МГИМО) МИД СССР в 1970, аспирантуру ИМЭМО АН СССР в 1974. Кандидатская диссертация защищена в ИМЭМО АН СССР в 1976. («Социально-психологические факторы в эволюции политики США во Вьетнаме, 1945—1975»).

## Научная и служебная деятельность
- 1965—1972 — Главное управление по иностранному туризму при СМ СССР, переводчик, референт;
- 1972—1981 — ИМЭМО АН СССР, младший научный сотрудник, старший научный сотрудник.;
- 1981—1985 — журнал «Мировая экономика и международные отношения», зам. главного редактора;
- 1985—1990 — ЦК КПСС, помощник секретаря ЦК КПСС;
- 1990—1991 — аппарат Президента СССР, руководитель группы;
- с 1992 — ИМЭМО РАН, заведующий отделом международно-политических проблем;
- с 1999 — Совет по изучению производительных сил (СОПС), ведущий научный сотрудник.

Научные интересы: теоретические исследования и прогнозирование международных отношений; прогнозирование идеологических и политико-психологических процессов; идеологические и международно-политические аспекты глобализации и устойчивого развития; проблемы национальной безопасности и устойчивого развития РФ; глобализация и Мировой Океан. Один из ведущих специалистов в области политической психологии, входит в число зачинателей этой отрасли знания в отечественной науке.

## Преподавательская деятельность
- 1972—1981 — Университет марксизма-ленинизма при МГК КПСС, «Социальная психология» (общий курс на 2 семестра);
- 1992—1998 — Философский факультет МГУ им. М. В. Ломоносова, «Политическая психология» (спецкурс), «Основы теории идеологии» (спецкурс), «Основы теории политических рисков» (спецкурс);
- 1993—1995 — Московский международный эколого-политологический университет, «Политическая психология» (спецкурс);
- с 1993 — МГИМО МИД РФ, «Политическая психология» (общий курс, 2 семестра), «Внешнеполитический анализ (Теория внешней политики)» (спецкурс);
- с 2000 — Московская школа социальных и экономических наук, «Международные отношения XX века: эволюция явления и становление теории» (общий курс), «Политическая психология» (спецкурс).

## Основные работы
- Современные буржуазные теории международных отношений. Критический анализ. М., 1976 (в соавт.);
- Процесс формирования и осуществления внешней политики капиталистических государств. М., 1981 (в соавт.);
- Международные конфликты современности. М., 1983 (в соавт.);
- Социальная психология и международные отношения. М., 1983;
- Система, структура и процесс развития современных международных отношений. М., 1984 (в соавт.);
- Разрядка и конфронтация: две тенденции в современных международных отношениях. М., 1987 (в соавт.);
- Ядерное сдерживание: ретроспектива и перспективы. М., 1989 (под псевдонимом «Константин Николаев»);
- Политико-психологический анализ социально-территориальных систем. Учебное пособие. М., 1994;
- Россия и будущее европейское устройство. М., 1995 (в соавт.);
- Формирование национальной ресурсной политики. М., 2000 (в соавт.);
- Теневая экономика и политическая коррупция в обществах переходного типа. М., 2001 (в соавт.);
- Море проблем. Опыт системного исследования Каспийского региона. М., 2001 (в соавт.);
- Российская Арктика. Справочник для государственных служащих. М., 2001 (в соавт.);
- Политическая психология. Учебник. М., 2000; 2001 (в соавт.);
- Очерки теории и политического анализа международных отношений, 2002. (в соавт. с А. Д. Богатуровым и М. А. Хрусталевым)